# Echinotriton andersoni
Echinotriton andersoni är en groddjursart som först beskrevs av George Albert Boulenger 1892.  Echinotriton andersoni ingår i släktet Echinotriton och familjen vattensalamandrar. IUCN kategoriserar arten globalt som starkt hotad. Inga underarter finns listade i Catalogue of Life.